# Bungalotis
Bungalotis este un gen de fluturi din familia Hesperiidae. 

## Specii
- Bungalotis quadratum (Sepp, [1845])